# Статі коня
Ста́ті коня́ — частини тіла коня, що виконують певну функцію і складають зовнішню форму статури коня. Вони можуть мати особливі прикмети і є одними з основних індивідуальних ознак тварини. За статями коня визначають його роботоздатність, здоров’я, вік, тип, породу та племінну цінність.
Статура коня тісно пов'язана з характером її продуктивності. Бажаною якістю статей коня вважається їх відповідність за розвитком та формою своїм функціям, а також вимогам правильної і гармонійної статури, здоров'я, сили, витривалості тварини. При оцінці екстер'єру коня мають значення найменші деталі будови, що не враховуються зазвичай при оцінці екстер'єру інших тварин.
Вивчаючи окремі статі, прийняті у конярстві, слід знати їх назву, анатомо-фізіологічну основу, форму, функцію та особливості будови, еволюційний та індивідуальний розвиток, позитивні риси, недоліки (небажані відхилення у їх розвитку чи формі) й вади (патологічні зміни органів, тканин і статей). Назви статей коня не завжди збігаються з анатомічними назвами тієї чи іншої частини тіла (наприклад, круп, ганаш, холка тощо).
Статі коня поділяють на п'ять груп: статі голови, шиї, тулуба, передніх і задніх кінцівок. 

## Перелік частин тіла коня
Статі коня: 
| ГОЛОВА           | ШИЯ                      | ТУЛУБ        | ПЕРЕДНІ КІНЦІВКИ           | ЗАДНІ КІНЦІВКИ        |  |
| ---------------- | ------------------------ | ------------ | -------------------------- | --------------------- |  |
| 1. Лоб           | 13. Потилиця             | 19. Холка    | 30. Лопатка                | 43. Стегно            |  |
| 2. Перенісся     | 14. Гребінь шиї з гривою | 20. Спина    | 31. Плечелопатковий суглоб | 44. Сідничний горб    |  |
| 3. Ніздря        | 15. Бік шиї              | 21. Поперек  | 32. Плече                  | 45. Сідниця           |  |
| 4. Чубок         | 16. Горло                | 22. Круп     | 33. Лікоть                 | 46. Коліно            |  |
| 5. Верхня губа   | 17. Нижній край шиї      | 23. Ребра    | 34. Передпліччя            | 47. Гомілка           |  |
| 6. Нижня губа    | 18. Яремний жолоб        | 24. Груди    | 35. Зап’ястя               | 48. Скакальний суглоб |  |
| 7. Підборіддя    |                          | 25. Піддих   | 36. П’ястка                | 49. Плесно            |  |
| 8. Око           |                          | 26. Маклак   | 37. Сухожилля              | 50. Путовий суглоб    |  |
| 9. Очна орбіта   |                          | 27. Ріпиця   | 38. Путовий суглоб         | 51. Каштан            |  |
| 10. Надочна ямка |                          | 28. Хвіст    | 39. Путо                   | 41. П’ятка            |  |
| 11. Вухо         |                          | 29. Підпруга | 40.Вінчик                  | 42. Копито            |  |
| 12. Щока         |                          |              |                            |                       |  |

## Голова

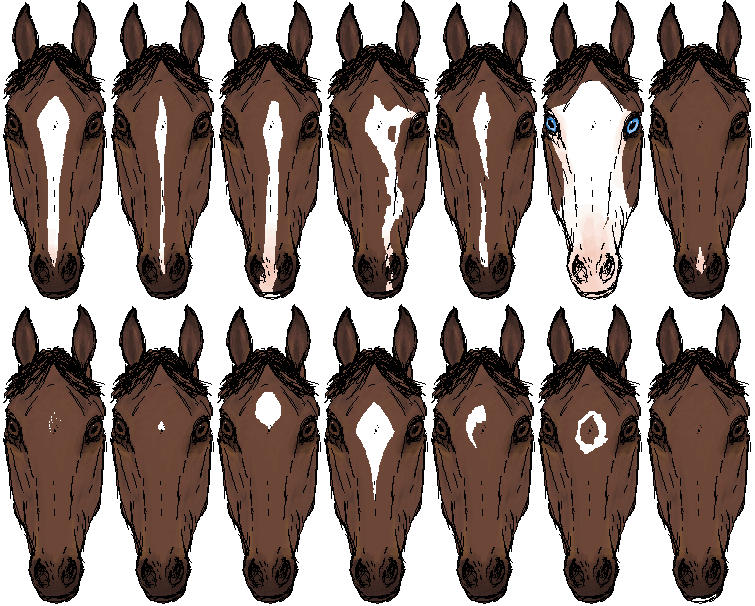

| Завиток      | Подовжена зірка            | Вузька проточина               | Звивиста проточина |
| Сивина       | Несиметрична зірка         | Широка проточина               | Облямівка          |
| Зірочка      | Серпоподібна зірка         | Проточина зі змішаним волоссям | Біла смужка        |
| Мала зірка   | - правовідкрита            | Несиметрична проточина         | Тільна пляма       |
| Зірка        | - лівовідкрита             | Проточина, що розширюється     | Більмо             |
| Велика зірка | Зірка зі змішаним волоссям | Переривиста проточина          |                    |